# Pilar Soler i Miquel
Pilar Soler (Buñol, Hoya de Buñol, 1914-Valencia, 2006) fue una socialista y feminista valenciana

## Biografía
Pilar Soler  nació en Buñol (Valencia) el 1914, de madre soltera y del periodista y diputado blasquista Fèlix Azzati y Descalce. Pilar, desde su juventud se implicó en la política, ingresó en el Partido Comunista y fue una de las fundadoras en Valencia, junto a Manuela Ballester Vilaseca y Agustina Sánchez, de la Agrupación Mujeres Antifascistas. Defendió la Segunda República con una actividad frenética durante los años de la guerra. Fue detenida en Valencia junto a su madre Ángeles Soler Miquel, en mayo de 1939. Pasó por la Prisión Provincial de Mujeres de Valencia y por la Prisión Convento de Santa Clara. Dio a luz en la prisión su hija en unas condiciones infrahumanas. El 1944 salió de prisión y se reintegró en la resistencia, pero fue detenida nuevamente y brutalmente torturada en el interrogatorio. Consiguió pasar a la clandestinidad y en Madrid formaba parte de la estructura del Partido Comunista en el interior. Buscada por la policía, se exilió en Francia donde permaneció cerca de treinta años con una identidad falsa. Volvió a Valencia el 1971 donde contactó con el PCE. A medios en setenta militaba activamente en el Movimiento Democrático de Mujeres valenciano. El 1979 formaba parte del Comité Central del Partido Comunista del País Valenciano. Murió en junio de 2006.